# Return the Favor
Return the Favor ist der erste Popsong der US-amerikanischen Sängerin Keri Hilson, der von ihr geschrieben und von Timbaland produziert wurde.

## Hintergrund
Timbaland (Mentor von Keri Hilson) war begeistert vom Erfolg der gemeinsamen Single The Way I Are und beschloss, nochmals mit Hilson zusammenzuarbeiten und ihre erste internationale Solo-Single zu produzieren. Hilson schrieb den Song während Timbaland ihr die fertige Version der Melodie vorspielte.

## Kritik
Die Single und das dazugehörige Musikvideo sowie das Album In a Perfect World wurden recht positiv beurteilt. Viele Internetnutzer kritisierten das Musikvideo allerdings wegen zu starker Ähnlichkeiten mit denen anderer Musiker.

## Sonstiges
- Songwriters – Timothy Mosley, Keri Hilson, Ezekiel Lewis, Bulewa Muhammed, Patrick Smith, Candice Nelson, Walter Millsap III[4]
- Production – Timbaland
- Editors – Walter Millsap III, Dave (d-lo), Marcella Araica
- Recording – Scott Naughton
- Mixing – Demacio Castellon
- Vocal arrangement – The Clutch
- Additional production, vocal production – Walter Millsap III

## Charts
Return the Favor war am erfolgreichsten in England und Irland in den Charts vertreten. In beiden Ländern platzierte er sich wochenlang auf Platz 19. In Schweden erreichte der Song Platz 30 der Charts, in Australien Platz 25. In Deutschland verpasste Return the Favor knapp die Top 20, in Österreich erreichte er Platz 25.
| ChartsChartplatzierungen     | Höchstplatzierung | Wochen |
| ---------------------------- | ----------------- | ------ |
| Deutschland (GfK)            | 21 (9 Wo.)        | 9      |
| Österreich (Ö3)              | 25 (6 Wo.)        | 6      |
| Vereinigtes Königreich (OCC) | 19 (10 Wo.)       | 10     |

## Trackliste
- Europa Promo CD

1. "Return the Favor" (Radio Version) – 3:40
2. "Return the Favor" (Standard Version) –  5:30
3. "Return the Favor" (Instrumental) –  5:29

- UK Digital Download – Single[8]

1. "Return the Favor" – 5:29

German Maxi CD
1. "Return the Favor" (Radio Edit) – 3:38
2. "Return the Favor" (Sketch Iz Dead Remix) – 4:40
3. "Return the Favor" (Instrumental) – 5:48
4. "Return the Favor" (Video) – 3:53